# Aït Waghlis (groupe)
Pour les articles homonymes, voir Aït Waghlis.
Aït Waghlis (en kabyle : At Weɣlis) est un groupe algérien de musique kabyle. Il se forma en 1985 et est composé de deux artistes : Akli Hamadou et Djillali Barkou.
Le nom du groupe fait référence à la tribu Kabyle des Aït Waghlis dont Akli Hamadou est originaire.

## Discographie
Le groupe enregistra deux albums en 1986 et 1987.